# Arecibo Obszervatórium

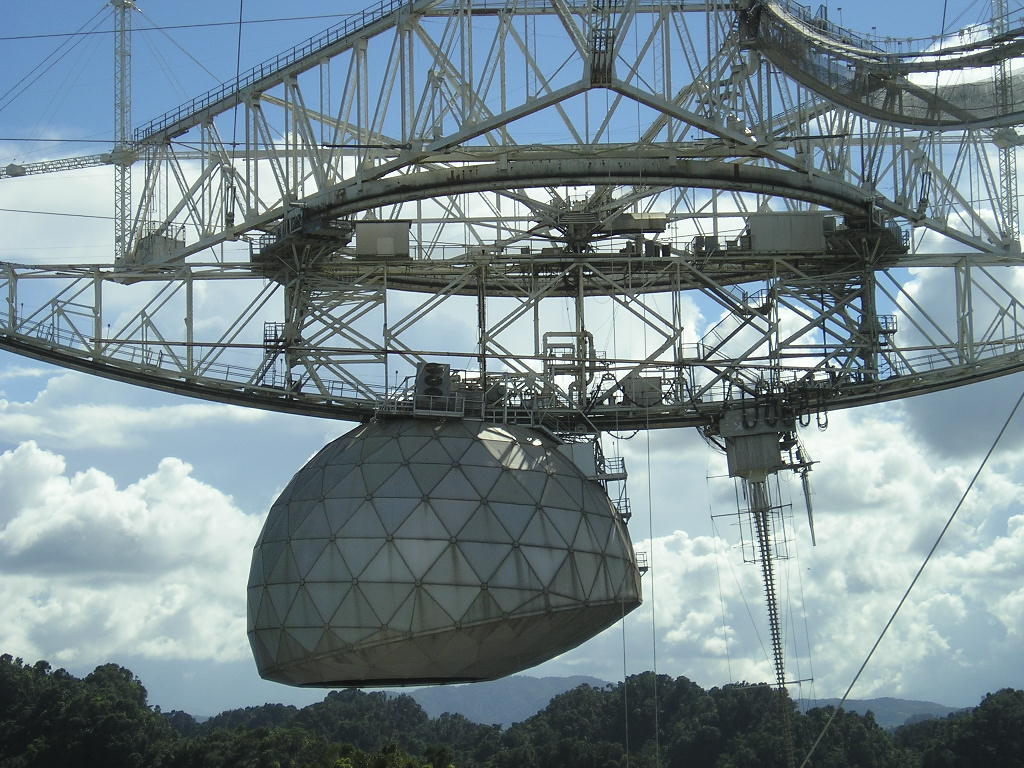
A teleszkóp vevőegysége, alul a Gregory féle kupolával

Az Arecibo Obszervatórium a RATAN 600 és a kínai FAST után a világ harmadik legnagyobb rádiótávcsöve volt, ami a karib-tengeri Puerto Rico északi partján fekvő Arecibótól délre volt megtalálható, kb. 15 km-re. A földről nézve ugyanakkor csaknem teljesen észrevehetetlen volt, mert egy víznyelő aknaként ismert, nagyméretű, földbe mélyedő gödörben foglalt helyet.

## Az obszervatórium
Az obszervatóriumot 1963. november elsején adták át a kutatóknak. A szerkezetet 9,7 millió dollárból építették fel. Megépítésekor ez volt a Föld legnagyobb rádióteleszkópja, antennatányérjának átmérője 305 méter, szférikus alakú. Az antennatányért 40 000 összekapcsolt, perforált alumíniumlemez borítja, ezek fókuszálják a bejövő rádiójeleket egy fölötte elhelyezett mozgatható vevőegység felé.
Maga az antennatányér nem mozgatható, a vevőegység azonban távolabbi oszlopok között kifeszített kábeleken függ, és ezek segítségével a megfelelő pozícióba állítható, ami lehetővé teszi alacsony, a zenit 20°-os környezetében lévő rádióforrások megfigyelését is.
1974. november 16-án sugározták az űrbe az arecibói üzenet néven ismertté vált rádióüzenetet az obszervatórium rádióteleszkópjával a Messier 13 gömbhalmaz felé.
A rendszer 50 MHz és 10.000 MHz közötti frekvenciájú elektromágneses jelek fogadására volt alkalmas. A vevőegységeket folyékony héliummal hűtötték az elektromos zajok csökkentése érdekében.

## 2020-as megrongálódás és leszerelés
A 2010-es évek számos viharja és hurrikánja miatt az építészek aggódtak a csillagvizsgáló statikája miatt. 2017. szeptember 21-én a Maria hurrikán keltette erős szél miatt a 430 MHz-es radarrendszer áramellátó kábele elszakadt és a fő antennatányérra esett, ami miatt a 38 000 alumíniumpanelből 30 megsérült. Az Arecibo megfigyeléseinek többsége nem ezt az áramellátási tápvonalat használja, hanem a kupolában lévő vevőegységére hagyatkozik. Összességében a Maria által okozott kár minimális volt.
2020. augusztus 10-én egy, a 900 tonnás vevőegységet tartó egyik főkábele elszakadt, aminek következtében egy 30 méteres lyuk keletkezett az antennatányéron. A jelentések szerint a részleges összeomlásban senki sem sérült vagy sebesült meg. A létesítmény az Isaias trópusi vihar elvonultával újra kinyitott. Azt nem derítették ki, hogy a kábelszakadás a vihar vagy más ok miatt történt-e. Többek között károsodott a Gregory féle kupola 6–8 panelje, és megsérült a kupola eléréshez használt függőhíd. A létesítményt a kárelhárítás idejére bezárták.
A National Science Foundation (NSF) a sérült kábel helyett másikat rendelt, de 2020. november 7-én, mielőtt az új kábelt a helyére tehették volna, egy másik, 9 centiméter átmérőjű főtartó kábel is elszakadt, ami darabokra törte az antennatányér egy részét. A kábelt rendszeresen vizsgáló mérnökcsoport mellé megérkezett az Amerikai Hadsereg mérnökcsapata, megvizsgálták a megmaradt kábeleket, és arra a következtetésre jutottak, hogy ezen a ponton már nem lehet megjavítani a károsodást, mivel a többi kábel is érintett lehet, és a katasztrofális baleset elkerülése érdekében mindenképpen le kell szerelni a rádiótávcsövet, hogy a környékbeli épületek semmiképp se károsodjanak. Az NSF 2020. november 19-én jelentette be, hogy leszerelik a vevőegységet, de előtte még meg kell határozni, mi ehhez a legbiztonságosabb módszer. Sean Jones, az NSF egyik tisztviselője szerint „Nem könnyű döntést hoznia az NSF-nek, de az emberek biztonsága az elsődleges prioritás.”

## Teljes összeomlás
A katasztrofális balesetet elkerülni mégsem sikerült. 2020. december 1-én, helyi idő szerint reggel 7:55-kor, a délnyugati tartószerkezet váratlanul megsérült, és a 900 tonnás vevőegység a magasból az antennatányérba zuhant. Személyi sérülés nem történt, de egyes hírforrások szerint ez a baleset az obszervatórium végleges megsemmisülését, és 57 éves fennállásának a végét jelenti. Az NSF tájékoztatás alapján csak a romok eltakarításának költsége 50 millió dollár.

## Jövőbeni elképzelések
Az NSF kutatói 2021 év elején készítettek egy tanulmányt az obszervatórium jövőbeni elképzeléseiről. Ezen tanulmány alapján, a jelenlegi antennatányér helyén, az infrastruktúra hasznosítható részeinek felhasználásával egy új, illetve részben újjáépített antenna kapna helyet. Az új antennát a tanulmány Next Generation Arecibo Telescope néven említi. Felépítése hasonló lenne, de szinte minden fontosabb tulajdonságában felülmúlva azt. A kutatók becslése szerint ennek teljes költsége 500 millió dollárra tehető.